# Anna Maria Lenngren
Anna Maria Lenngren (ur. 18 czerwca 1754 w Uppsali, zm. 8 marca 1817 w Sztokholmie) – szwedzka poetka. 
Była córką Magnusa Malmstedta, wykładowcy na Uniwersytecie w Uppsali. Zaczęła tworzyć utwory poetyckie już jako osiemnastolatka. W roku 1780 wyszła za mąż za Carla Petera Lenngrena, założyciela i redaktora gazety Stockholmsposten. Anna Maria Lenngren publikowała w niej, anonimowo, swoje utwory. Tworzyła m.in. satyry i sielanki w stylu charakterystycznym dla epoki Oświecenia. 

## Wybrana twórczość
- På mademoiselle Anna Lovisa Pahls saliga hemfärds dag, den 14 Maji 1772, die Corona, 1772
- Tankar vid det nya kyrko årets början 1772, Upsala veckotidningar, 1772
- Klagan vid mademoiselle Anna Maria Bobergs graf den 3 Julii 1774, 1774
- Afton-qväde, Upsala vecko-tidning, 1774
- Vid caffe-pannan
- Vid archi-biskopens . . . Magni Beronii graf, den 13 Ju-lii, 1775, 1775
- Herrans fruktan, grunden till then bästa vishet, . . . förklarad vid . . . Magni O. Beronii . . . begrafning . . ., 1778
- Impromptu, 1775
- Thé-conseillen, 1777
- Öfver hans Kongl. höghets kronprinsens födelse den 1 november 1778, 1778
- Dröm, 1798
- Skaldeförsök, 1819
- Porträtterna
- Grefvinnans besök
- Fröken Juliana
- Hans nåds morgonsömn
- Pojkarne
- Den glada festen
- Några ord till min kära dotter, ifall jag hade någon, 1794
- Andra tyger, andra seder!